# Трое в лодке, не считая собаки
«Тро́е в ло́дке, не счита́я соба́ки» (англ. Three Men in a Boat (To Say Nothing of the Dog), 1889) — юмористическая повесть Джерома К. Джерома. Представляет собой отчёт о лодочной поездке по реке Темзе между Кингстоном и Оксфордом.

## История создания и персонажи
Прототипами троих являются сам Джером (рассказчик Джей — в оригинале только первая буква имени — J. от Jerome) и его два действительно существовавших друга, с которыми он часто катался на лодке: Джордж Уингрейв (ставший позднее главным менеджером в банке Barclays) и Карл Хентшель (основавший в Лондоне печатное дело и в книге названный Гаррисом). Пёс Монморанси — персонаж вымышленный. («Монморанси я извлек из глубин собственного сознания», — признавался Джером; но даже Монморанси позже «материализовался» — собака, как говорят, была подарена Джерому через много лет после выхода книги, в России, в Санкт-Петербурге).
Первоначально планировалось, что книга будет путеводителем, освещающим местную историю по мере следования маршрута. Сначала Джером собирался назвать книгу «Повесть о Темзе». «Я даже не собирался сначала писать смешной книги», — признавался он в мемуарах. Книга должна была сосредоточиться на Темзе и её «декорациях», ландшафтных и исторических, и только с небольшими смешными историями «для разрядки». «Но почему-то оно так не пошло. Оказалось так, что оно всё стало „смешным для разрядки“. С угрюмой решительностью я продолжал… Написал с дюжину исторических кусков и втиснул их по одной на главу». Первый издатель, Ф. У. Робинсон, сразу выкинул почти все такие куски и заставил Джерома придумать другой заголовок. «Я написал половину, когда мне в голову пришло это название — „Трое в лодке“. Лучше ничего не было».
Первая глава вышла в августовском выпуске ежемесячника «Домашние куранты» (редактор Ф. У. Робинсон) 1888 года, последняя — в июньском 1889 года. Пока повесть печаталась, Джером подписал договор в Бристоле с издателем Дж. У. Эрроусмитом, который купил и издал книгу в конце лета 1889 года. За двадцать лет с первого выхода книги в твёрдом переплете, было продано более 200 000 её экземпляров в Британии и более миллиона в Америке.
Одна из наиболее замечательных черт книги — «вечная молодость»; шутки кажутся смешными и остроумными и сегодня. В предисловии к изданию 1909 года Джером признавался в собственном недоумении по поводу неуменьшающейся популярности книги: «Мне думается, я писал вещи и посмешнее». Тем не менее, именно эту книгу в конце концов стали называть «едва ли не самой смешной книгой в мире».
Для своего времени популярность книги объясняется также её новизной с точки зрения идеи. Очень популярные тогда Артур Конан Дойл, Генри Райдер Хаггард, Редьярд Киплинг, Роберт Луис Стивенсон предлагали читателю совершенно нереальных героев и таких же нереальных злодеев. В повести Джерома читатель встречает самых заурядных типов, которые находят себе развлечение, так сказать, «за углом» (причём почти за тем же, за которым живёт сам читатель). В эпоху, когда в напыщенности и высокопарности литература не испытывала недостатка, у Джерома можно было получить «глоток свежего воздуха».

## Переводы
Книга переведена на множество языков, включая японский, иврит, африкаанс, ирландский, португальский и даже «фонографию» Питмана. Наибольшей популярностью при жизни Джерома «Трое» пользовались в Германии и России. На английском языке книга была экранизирована четыре раза (в 1920, 1933, 1956, 1975), по ней был поставлен мюзикл, несколько раз адаптирована для телевидения и сцены, много раз читалась по радио и записывалась на кассету, как минимум дважды ставилась «театром одного актёра». Книга регулярно переиздается по сегодняшний день.

### Переводы на русский язык
На русском языке книга известна в переводах М. Салье (М.: ГИХЛ, 1957), М. Донского и семьи Линецких (Л.: Лениздат, 1958 г.); а также в переводах Е. Тихомандрицкой (СПб.: Товарищество М. О. Вольфа, 1900 г.), М. Энгельгардта (начало XX века), С. Пилипенко (ВПТО «Киноцентр», 1992 г.), Е. Кудашевой (Терра-Книжный клуб, 2008 г.), Н. Жаринцевой (1896), З. Журавской (1899), Н. д’Андре (1899), Л. Соколовой (1900) и Г. Севера (2014).

## Сюжет
Книга начинается с представления читателю героев — Джорджа, Гарриса, Джея (рассказчика) и собаки по кличке Монморанси. Мужчины коротают вечер в гостях у Джея, курят и обсуждают болезни, от которых все они ужасно страдают. После долгого обсуждения были отвергнуты каникулы в сельской местности и морская прогулка (Джей описывает печальный опыт своих шурина и друга в путешествиях такого рода). В итоге троица решает отправиться вверх по Темзе на лодке, от Кингстона до Оксфорда, разбивая на ночь лагерь (несмотря на все рассказы Джея о предыдущем опыте установки тентов и палаток).
Отплытие назначено на ближайшую субботу. Джордж в этот день должен быть на работе («Джордж должен был спать в банке с десяти до четырёх каждый день, кроме субботы. По субботам его будили и выпроваживали в два»), так что Джей и Гаррис должны самостоятельно добраться до Кингстона на поезде. На станции Ватерлоо они не могут найти нужный поезд (сбивающая с толку планировка железнодорожных станций часто обыгрывалась в комедиях викторианской эпохи), так что им приходится дать взятку машинисту, чтобы тот направил свой поезд именно в Кингстон. Там их дожидается нанятая лодка и они начинают своё путешествие. Джордж присоединяется к ним позже, в Вейбридже.
Остальная часть истории рассказывает об их путешествии и случающихся в ходе него инцидентах. Первоначально книга задумывалась как путеводитель, и это можно заметить по тому, что рассказчик описывает достопримечательности и населённые пункты (к примеру, Хэмптон-корт, Хэмптонская церковь св. Марии, Обезьяний остров, Остров Великой Хартии Вольностей и Марлоу), размышляет о связи этих мест с историей. Несмотря на это, автор часто делает юмористические отступления, например, о ненадёжности барометров в деле предсказания погоды, или о трудностях, с которыми сталкивается человек при обучении игре на шотландской волынке. Самой частой темой становятся реалии путешествия по реке (например, рыбная ловля или гребля) и трудности, подстерегающие неопытных и излишне доверчивых путешественников.
Книга включает в себя классические юмористические сценки: история о двух подвыпивших джентльменах, в темноте улегшихся на одну кровать, о гипсовой форели в семнадцатой главе, или ирландском рагу в четырнадцатой, приготовленном путём смешения остатков провизии из корзины с продуктами (в момент написания книги этот эпизод воспринимался читателями несколько иначе):

Я забыл остальные ингредиенты нашей стряпни; знаю только, что ничего не было упущено. Помню ещё, как в конце этой процедуры Монморанси, который проявлял ко всему происходящему величайший интерес, куда-то удалился с серьёзным и задумчивым видом, а через несколько минут притащил в зубах дохлую водяную крысу. По-видимому, он хотел внести свою лепту в наше пиршество, но что это было — насмешка или искреннее желание помочь — я сказать не могу.

## Экранизации
- Трое в лодке — 1920, Великобритания[2] (Three Men in a Boat).
- Трое в лодке — 1933, Великобритания[3] (Three Men in a Boat).
- Трое в лодке, не считая собаки — 1956, Великобритания[4] (Three Men in a Boat).
- Трое в лодке — 1961, ФРГ (Drei Mann in einem Boot).
- Трое в лодке — 1975, Великобритания (ТВ)[5].
- Трое в лодке, не считая собаки — 1979, СССР.
- Трое в лодке — 2006, Великобритания (сериал)[6] (Three Men in a Boat).